# Anne-Antoine de Roquette-Buisson
Anne-Antoine de Roquette-Buisson (24 janvier 1771, Baraigne - 24 février 1847, Toulouse), est un homme politique français.

## Biographie
Propriétaire dans son pays natal, il était membre du conseil général de la Haute-Garonne. 
D'opinions royalistes, il fut élu, le 24 novembre 1827, député de ce département au grand collège. Ami de Villèle, il siégea à droite, et voulut défendre, en mars 1828, l'ancien cabinet mis en accusation ; mais son discours était si vif, que ses amis l'empêchèrent de le prononcer de crainte qu'il ne compromît le vote ; il appuya le cabinet Polignac contre les 221, fut nommé président du 4e collège électoral de la Haute-Garonne le 7 juin 1830, et fut réélu, le 23 juin, député du 4e arrondissement de la Haute-Garonne. 
Il refusa son adhésion à la monarchie de Louis-Philippe, donna sa démission, et fut remplacé comme député, le 6 novembre 1830, par Duran.
Il est le père de Maxime de Roquette-Buisson.

## Sources
- « Anne-Antoine de Roquette-Buisson », dans Adolphe Robert et Gaston Cougny, Dictionnaire des parlementaires français, Edgar Bourloton, 1889-1891 [détail de l’édition]